# Yasuda (Kōchi)
Yasuda (安田町, Yasuda-chō) est un bourg du district d'Aki, dans la préfecture de Kōchi au Japon.
Au 1er mai 2015, la population s'élevait à 2 728 habitants répartis sur une superficie de 52,36 km2.